# Merge Records
Merge Records — американский независимый лейбл звукозаписи, расположенный в Дареме, штат Северная Каролина. Был основан в 1989 году лидерами рок-группы Superchunk Лорой Балланс и Маком Маккоганом как домашний лейбл для выпуска собственной музыки и недолгоиграющих местных проектов. За годы своей деятельности Merge существенно расширился и сегодня представляет музыкантов не только из США, но и таких стран, как Канада, Великобритания, Новая Зеландия и Австралия.
Среди бывших и нынешних исполнителей лейбла — группы The Magnetic Fields, Arcade Fire, Neutral Milk Hotel, Lambchop, Spoon, Wye Oak, She & Him и, собственно, Superchunk — все они выпустили альбомы, получившие признание критиков. В 2011 году записанная на Merge пластинка Arcade Fire The Suburbs была награждена премией «Грэмми» в номинации «Альбом года».
Каждые пять лет лейбл отмечает свои достижения, устраивая многодневный музыкальный фестиваль, хедлайнерами на котором выступают его исполнители. В 2009 году в честь двадцатилетия Merge в издательстве Algonquin Books вышла книга под названием Our Noise: The Story of Merge Records, подробно рассказывающая историю лейбла глазами его основателей.

## Исполнители
Список основан на данных сайта Merge Records. Включает как текущих, так и бывших исполнителей лейбла.
- The 3Ds[англ.]
- The 6ths[англ.]
- A Giant Dog[англ.]
- American Music Club
- Amor De Días
- Angels of Epistemology
- Apex Manor[англ.]
- Arcade Fire
- Archers of Loaf
- Ashley Stove
- Barren Girls
- Beatnik Filmstars[англ.]
- Big Dipper[англ.]
- Breadwinner
- Bricks[англ.]
- The Broken West[англ.]
- Butterglory[англ.]
- Buzzcocks
- Cable Ties[англ.]
- The Cakekitchen[англ.]
- Camera Obscura
- The Clean
- The Clientele[англ.]
- Crooked Fingers[англ.]
- Daphni[англ.]
- Destroyer[англ.]
- Dinosaur Jr
- Divine Fits[англ.]
- Drive Like Jehu?!
- East River Pipe[англ.]
- Erectus Monotone
- The Essex Green[англ.]
- Ex Hex[англ.]
- The Extra Lens[англ.]
- Flesh Wounds
- Flock of Dimes[англ.]
- Friendship[англ.]
- Fruit Bats[англ.]
- Fucked Up
- Future Bible Heroes[англ.]
- Ganger[англ.]
- Gauche
- The Gothic Archies[англ.]
- Guv'ner[англ.]
- HeCTA
- Hiss Golden Messenger[англ.]
- Honor Role
- Hospitality[англ.]
- Ibibio Sound Machine[англ.]
- Imperial Teen[англ.]
- The Karl Hendricks Trio[англ.]
- King Khan and the Shrines[англ.]
- The Ladybug Transistor[англ.]
- Lambchop[англ.]
- Let's Wrestle[англ.]
- Little Scream[англ.]
- The Love Language[англ.]
- The Mad Scene[англ.]
- The Magnetic Fields
- Mount Moriah[англ.]
- The Mountain Goats[англ.]
- Mt. Wilson Repeater
- The Music Tapes[англ.]
- Neutral Milk Hotel
- Oakley Hall[англ.]
- Ought[англ.]
- Pipe
- Polvo
- Portastatic[англ.]
- Pram[англ.]
- Radar Bros.[англ.]
- Redd Kross[англ.]
- Reigning Sound[англ.]
- The Rock*A*Teens[англ.]
- The Rosebuds[англ.]
- Sacred Paws[англ.]
- Saint Rich
- Seaweed[англ.]
- Shark Quest
- She & Him
- Shout Out Louds[англ.]
- Sneaks[англ.]
- Spaceheads
- Spent[англ.]
- Spider Bags[англ.]
- The Spinanes[англ.]
- Spoon
- Sugar
- Superchunk
- Swearin'[англ.]
- Sweet Spirit
- Teenage Fanclub
- Telekinesis[англ.]
- Tenement Halls[англ.]
- The Third Eye Foundation[англ.]
- Times New Viking[англ.]
- Titus Andronicus
- Torres
- Tracyanne & Danny
- Twerps
- Versus[англ.]
- Vertical Scratchers
- Volcano Suns[англ.]
- Waxahatchee[англ.]
- White Whale[англ.]
- Wild Flag[англ.]
- Wwax
- Wye Oak
- Дэн Бежар[англ.]
- Ричард Бакнер
- Лу Барлоу[англ.]
- Уильям Батлер[англ.]
- Эрик Бахманн[англ.]
- Карибу
- Дэвид Килгур[англ.]
- Джулиан Костер[англ.]
- Эллисон Кратчфилд[англ.]
- Майк Крол[англ.]
- Микал Кронин[англ.]
- Холли Кук
- Х. C. Макинтайр (H.C. McEntire)
- Мак Маккоган[англ.]
- Стефин Мерритт[англ.]
- Боб Моулд
- Конор Оберст
- Роберт Поллард
- Доун Ричард[англ.]
- Мэтт Саггс[англ.]
- Уильям Тайлер[англ.]
- Трейси Торн[англ.]
- М. Уорд[англ.]
- Элеонор Фридбергер[англ.]
- Мартин Фроули (Martin Frawley)
- Энни Хейден[англ.]
- Бенджи Хьюс[англ.]
- Коко Хэймс (Coco Hames)
- Мэтт Эллиотт[англ.]
- Марк Эйцел[англ.]